# Jonnie Fedel
Jonnie Luigi Fedel, född 22 november 1966 i Möllevångens församling, dåvarande Malmöhus län, är en svensk fotbollsmålvakt, med italienskt/tyskt ursprung. Han har främst varit verksam i Malmö FF, där han nu jobbar som målvaktstränare.
Fedel efterträdde Janne Möller år 1988. Han spelade hela 588 matcher för Malmö FF och gjorde även 2 mål. Han fick lämna klubben 2001 och anslöt sig därefter till Höllvikens GIF. År 2002 spelade han även en cupmatch för Halmstads BK, som då leddes av hans gamla lagkamrat Jonas Thern. År 2003 Blev Jonnie Fedel utsedd till Sveriges bästa målvakt i division 2 av spelbolaget Unibet. Efter ett par år i division 2 lämnade han Höllviken och gick vidare till NK Croatia.
När så Mattias Asper i juli 2006 beslutade sig för att lämna Malmö FF värvades Fedel tillbaka till klubben, tillsammans med Håkan Svensson från BK Häcken.

## Meriter
- 1 Svensk cupvinnare
- 2 A-landskamper